# Nils Rydström
Nils Uno Rydström (Stockholm, 1921. szeptember 15. – Stockholm, 2018. szeptember 20.) világbajnoki ezüstérmes svéd vívó.

## Sportpályafutása
Részt vett az 1948-as londoni és az 1952-es helsinki olimpián. Mindkét olimpián tőrben versenyzett. Londonban egyéniben, Helsinkiben egyéniben és csapatban is indult. 1950-ben világbajnoki bronz-, 1954-ben ezüstérmes lett párbajtőr csapatban.

## Családja
Nagybátyjai, Erik és Nils Granfelt olimpiai bajnok tornászok voltak, Hans Granfelt olimpiai ezüstérmes vívó volt.

## Sikerei, díjai
- Világbajnokság – párbajtőr csapat
  - ezüstérmes: 1954, Luxembourg
  - bronzérmes: 1950, Monte-Carlo